# Rheumaptera moestata
Rheumaptera moestata är en fjärilsart som beskrevs av J.H. Wilhelm von Nolcken 1870. Rheumaptera moestata ingår i släktet Rheumaptera och familjen mätare. Inga underarter finns listade.